# Rocquefort
Rocquefort – miejscowość i gmina we Francji, w regionie Normandia, w departamencie Sekwana Nadmorska.
Według danych na rok 1990 gminę zamieszkiwało 250 osób, a gęstość zaludnienia wynosiła 47 osób/km² (wśród 1421 gmin Górnej Normandii Rocquefort plasuje się na 656. miejscu pod względem liczby ludności, natomiast pod względem powierzchni na miejscu 664.).